# Luciano Burti

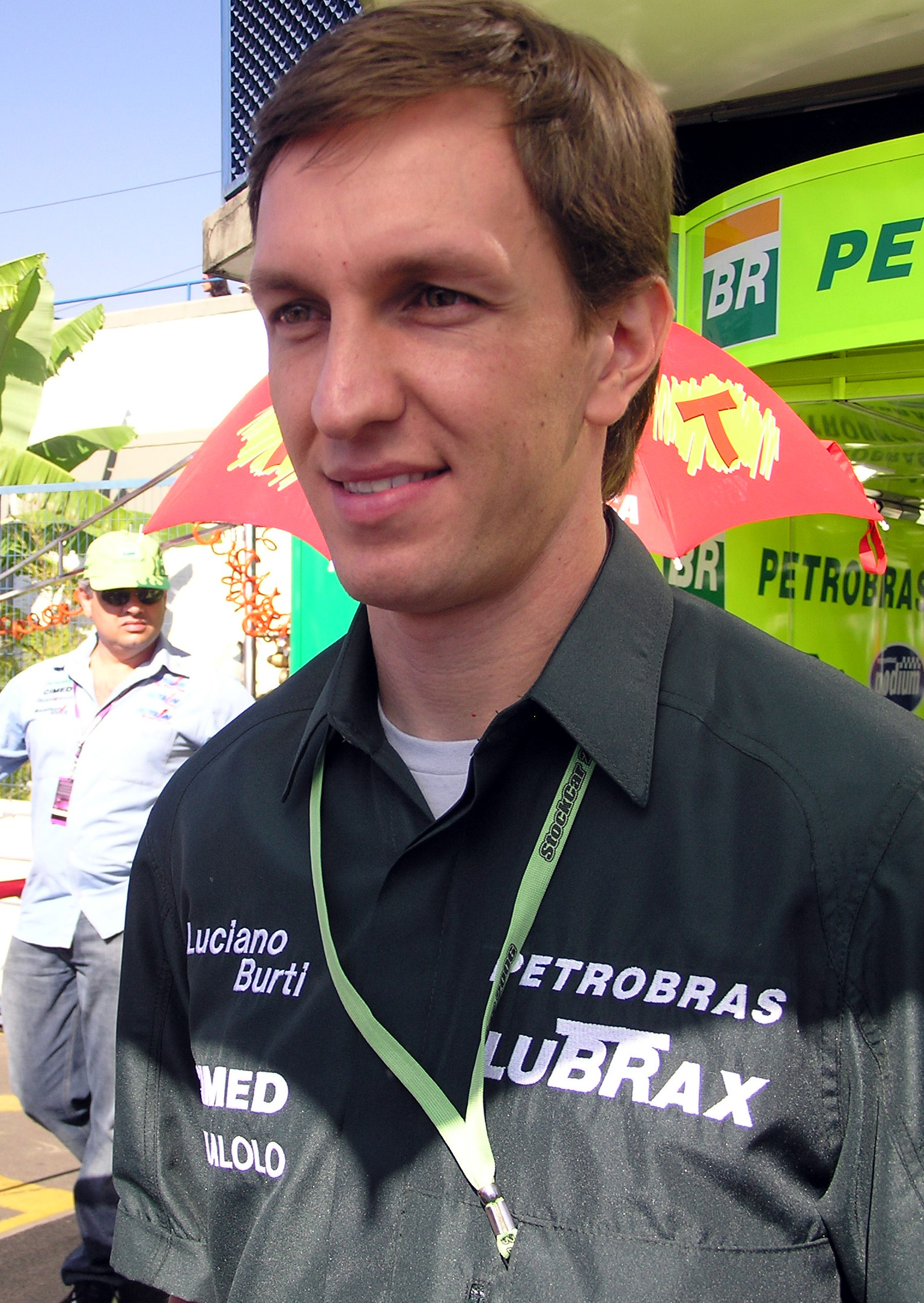
Luciano Burti

Luciano Burti (São Paulo, 5 maart 1975) is een Braziliaans autocoureur die 15 races in de Formule 1 reed. Hij pakte geen punten.
Burti begon zijn carrière in 1991, in 1996 maakte hij de overstap naar Europa en ging in Groot-Brittannië racen. In 1999 werd Burti tweede in het Brits Formule 3-kampioenschap en was hij testcoureur voor Stewart. Een jaar later kreeg hij een testcontract bij het team van Jaguar (dat Stewart had overgenomen), met dank aan Jackie Stewart die hoge verwachtingen van Burti had. Hij maakte zijn debuut in de Grand Prix van Oostenrijk van 2000 wegens ziekte van Eddie Irvine. Hij werd elfde bij zijn debuut. In 2001 kreeg hij een vaste raceplek bij Jaguar als vervanger van Johnny Herbert. Na vier races werd Burti echter al vervangen door Pedro de la Rosa waarna hij instapte bij Prost in plaats van Gaston Mazzacane. Een zware crash tijdens de Grand Prix Formule 1 van België beëindigde zijn seizoen.
Prost ging in de winter daarop failliet en Burti werd testcoureur voor Ferrari. Tegenwoordig rijdt Burti in het Braziliaans stock car kampioenschap bij Cimed/Marques Motorsports in een Volkswagen Bora.